# Dance of December Souls
Dance of December Souls è il primo album in studio del gruppo musicale svedese Katatonia, pubblicato il 15 dicembre 1993 dalla No Fashion Records.

## Descrizione
Il disco si compone di otto brani tipicamente death doom metal con ritmiche lente di batteria, riff di chitarra non pienamente distorti e passaggi di tastiera, quest'ultima suonata Dan Swanö, che si è occupato anche della produzione. Il cantato di Jonas Renkse, contrariamente a quanto operato con le successive uscite dei Katatonia, si alterna principalmente tra growl e screaming (fa eccezione il finale di Velvet Thorns (of Drynwhyl) che presenta una sezione sussurrata).
Nel 2004 la Black Lodge Records ha distribuito un'edizione di Dance of December Souls caratterizzata da una nuova copertina e un logo aggiornato, che richiamano entrambi la grafica del sesto album Viva Emptiness. A causa di ciò gli stessi Katatonia non hanno mancato di esprimere il proprio disappunto riguardo al lavoro svolto dall'etichetta, prendendone le distanze. Tre anni più tardi la Peaceville Records ha ripubblicato l'album con la copertina originale e con l'aggiunta del demo Jhva Elohim Meth del 1992.

## Tracce
Testi di Lord J. Renkse, musiche di Blackheim.
1. Seven Dreaming Souls (Intro) – 0:45
2. Gateways of Bereavement – 8:15
3. In Silence Enshrined – 6:30
4. Without God – 6:51
5. Elohim Meth – 1:42
6. Velvet Thorns (of Drynwhyl) – 13:56
7. Tomb of Insomnia – 13:09
8. Dancing December – 2:18

Tracce bonus nella riedizione del 2007
1. Midwinter Gates (Prologue) – 0:45
2. Without God – 6:54
3. Palace of Frost – 3:42
4. The Northern Silence – 4:02
5. Crimson Tears (Epilogue) – 1:57

## Formazione
Hanno partecipato alle registrazioni, secondo le note di copertina:
Gruppo
- Blackheim – chitarra elettrica e acustica, arrangiamento
- Lord J. Renkse – batteria, percussioni, voce, arrangiamento
- Israphel Wing – basso

Altri musicisti
- Day DiSyraah – tastiera

Produzione
- Dan Swanö – produzione, missaggio, ingegneria del suono
- Katatonia – produzione
- Day DiSyraah – missaggio, ingegneria del suono
- Peter Dahl – mastering